# Bloc d'habitatges del Carrer de la Rutlla, 11
El Bloc d'habitatges del Carrer de la Rutlla, 11 és una obra de Girona inclosa a l'Inventari del Patrimoni Arquitectònic de Catalunya.

## Descripció
És un bloc de pisos entre mitgeres de sis plantes. La façana principal dona al carrer de la Rutlla i la posterior cau sobre el riu Onyar. Es caracteritza per la mida i nombre d'obertures i la distribució de l'espai interior que permet que els quatre habitatges de cada planta tinguin les habitacions amb llum natural.

## Història
El projecte d'aquesta obra data de 1977 i la realització es feu dos anys més tard. L'arquitecte Arcadi Pla contà amb la col·laboració de Josep Fuses i Comalada, Assumpció Puig i Hors i Joan Riera i Vidal.